# Eupithecia dagestani
Eupithecia dagestani är en fjärilsart som beskrevs av András Vojnits 1977. Eupithecia dagestani ingår i släktet Eupithecia och familjen mätare. Inga underarter finns listade i Catalogue of Life.